# 5-氟二甲基色胺
5-氟-N,N-二甲基色胺（英語：5-Fluoro-N,N-dimethyltryptamine，简称5-fluoro-DMT，5-氟二甲基色胺）是一种色胺衍生物，类似于5-溴二甲基色胺和5-甲氧基二甲基色胺。二甲基色胺的氟取代对其与5-HT2A/C受体的亲和性影响不大，但6-氟二乙基色胺对5-HT2A受体的激动性几乎无效，而4-氟-5-甲基二甲基色胺却是5-HT1A受体的强激动剂。